# Worthing
Worthing er en engelsk by i grevskabet West Sussex. Byen har omkring 100.000 indbyggere og er beliggende ved den engelske sydkyst.
1. ↑  www.citypopulation.de (fra Wikidata).